# Andrew Tembo
Andrew Tembo (ur. 19 sierpnia 1971 w Lusace) – piłkarz zambijski grający na pozycji pomocnika.

## Kariera klubowa
Karierę piłkarską Tembo rozpoczął w klubie Zamsure FC. W 1991 roku zadebiutował w jego barwach w zambijskiej Premier League. W 1994 roku został wypożyczony do Olympique Marsylia i rozegrał w nim 2 mecze w drugiej lidze francuskiej. W 1995 roku wrócił do Zamsure i występował w nim do 1997 roku.
Latem 1997 roku Tembo został zawodnikiem duńskiego klubu Odense Boldklub, gdzie grał wraz z rodakiem Mwapem Mitim. W Odense grał do końca sezonu 2005/2006 i rozegrał w nim 248 meczów ligowych, w których strzelił 13 goli. W sezonie 1997/1998 spadł z Odense z Superligaen do 1. division, ale od sezonu 1999/2000 ponownie grał w ekstraklasie Danii. W sezonie 2001/2002 zdobył z Odense Puchar Danii.
W sezonie 2006/2007 Tembo grał w Ølstykke FC. W sezonie 2007/2008 był zawodnikiem FC Hjørring, a w sezonie 2008/2009 - Boldklubben 1909. W 2009 roku zakończył karierę.
| Sezon   | Klub               | Kraj    | Rozgrywki      | Mecze | Bramki |
| ------- | ------------------ | ------- | -------------- | ----- | ------ |
| 1991    | Zamsure FC         | Zambia  | Premier League | ?     | ?      |
| 1992    | Zamsure FC         | Zambia  | Premier League | ?     | ?      |
| 1993    | Zamsure FC         | Zambia  | Premier League | ?     | ?      |
| 1994    | Zamsure FC         | Zambia  | Premier League | ?     | ?      |
| 1994/95 | Olympique Marsylia | Francja | Division 2     | 2     | 0      |
| 1995    | Zamsure FC         | Zambia  | Premier League | ?     | ?      |
| 1996    | Zamsure FC         | Zambia  | Premier League | ?     | ?      |
| 1997    | Zamsure FC         | Zambia  | Premier League | ?     | ?      |
| 1997/98 | Odense BK          | Dania   | Superligaen    | 26    | 2      |
| 1998/99 | Odense BK          | Dania   | 1. division    | 30    | 2      |
| 1999/00 | Odense BK          | Dania   | Superligaen    | 30    | 2      |
| 2000/01 | Odense BK          | Dania   | Superligaen    | 32    | 3      |
| 2001/02 | Odense BK          | Dania   | Superligaen    | 30    | 2      |
| 2002/03 | Odense BK          | Dania   | Superligaen    | 31    | 1      |
| 2003/04 | Odense BK          | Dania   | Superligaen    | 29    | 1      |
| 2004/05 | Odense BK          | Dania   | Superligaen    | 27    | 0      |
| 2005/06 | Odense BK          | Dania   | Superligaen    | 13    | 0      |
| 2006/07 | Ølstykke FC        | Dania   | 1. division    | 23    | 0      |
| 2007/08 | FC Hjørring        | Dania   | 2. division    | ?     | ?      |
| 2008/09 | Boldklubben 1909   | Dania   | 3. division    | ?     | ?      |

## Kariera reprezentacyjna
W reprezentacji Zambii Tembo zadebiutował w 1995 roku. W 1996 roku zajął z Zambią 3. miejsce w Pucharze Narodów Afryki 1996, na którym zagrał w 6 meczach: z Algierią (0:0), z Burkina Faso (5:1), ze Sierra Leone (4:0), ćwierćfinale z Egiptem (3:1), półfinale z Tunezją (2:4) i o 3. miejsce z Ghaną (1:0).
W 1998 roku Tembo rozegrał trzy mecze w Pucharze Narodów Afryki 1998: z Marokiem (1:1), z Egiptem (0:4) i z Mozambikiem (3:1).
Z kolei w 2000 roku Tembo został powołany do kadry na Puchar Narodów Afryki 2000. Wystąpił na nim trzykrotnie: z Egiptem (0:2), z Burkina Faso (1:1) i z Senegalem (2:2).